# Faysal bin Khalid Al Sa'ud
Fayṣal bin Khālid Āl Saʿūd (in arabo فيصل بن خالد بن عبد العزيز آل سعود‎?; Riad, 1954) è un principe e politico saudita, membro della famiglia reale Āl Saʿūd.

## Primi anni di vita e formazione
Il principe Faysal è nato a Riad nel 1954, figlio più giovane di re Khalid. Sua madre era Sita bint Fahd Al Damir, che è morta all'età di 90 anni il 25 dicembre 2012. Faysal bin Khalid ha frequentato le scuole elementari e medie a Gedda e il liceo nella capitale. Ha completato gli studi universitari presso l'Università Americana di San Mateo.

## Carriera
Dall'agosto 2003 al 16 maggio 2007 il principe Faysal è stato vice governatore della Provincia di Asir. In quella data è stato nominato governatore della medesima provincia.
Egli è presidente della Fondazione Re Khalid e fa parte del Consiglio di Fedeltà. Faysal bin Khalid è stato anche consigliere della Corte del Principe della Corona. In altre parole, è stato uno dei consiglieri del defunto principe ereditario Nayef. Gli altri consiglieri erano Muhammad bin Fahd e Mishaal bin Abd Allah.
Faysal bin Khalid ha affrontato con successo le proteste degli studenti dell'Università Re Khalid di Abha del marzo 2012. D'altra parte, anche se ha esaudito le richieste degli studenti, ha dichiarato che tali attività danneggiano la sicurezza del Regno e che quindi, in futuro, non sarebbero state tollerate.
Il 27 dicembre 2018 re Salman ha chiamato a succedergli il principe Turki bin Talal Al Sa'ud.

## Interessi
Faysal bin Khalid è appassionato di corse di cavalli e possiede la Scuderia Principe Faysal bin Khalid.